# ماريون باركر
ماريون باركر (بالإنجليزية: Marion Parker)‏ هي مهندسة معمارية أمريكية، ولدت في 1873، وتوفيت في 1935.